# Vugelles-La Mothe
Vugelles-La Mothe (toponimo francese) è un comune svizzero di 134 abitanti del Canton Vaud, nel distretto del Jura-Nord vaudois.

## Storia
Dal suo territorio nel 1849 è stata scorporata la località di Orges, divenuta comune autonomo.

## Monumenti e luoghi d'interesse
- Chiesa riformata di San Maurizio, attestata dal 1228[1].

## Società

### Evoluzione demografica
L'evoluzione demografica è riportata nella seguente tabella (fino al 1849 con Orges):
Abitanti censiti

## Amministrazione
Ogni famiglia originaria del luogo fa parte del cosiddetto comune patriziale e ha la responsabilità della manutenzione di ogni bene ricadente all'interno dei confini del comune.